# You Are What You Is
You Are What You Is è un album di Frank Zappa, pubblicato nel 1981.

## Il disco
Il lavoro fu registrato tra il luglio e il settembre del 1980. Fu originalmente distribuito in formato doppio vinile e più tardi come un CD da venti tracce da parte dell'etichetta Rykodisc.
L'album si affida ad un pesante uso della sovraincisione. Quest'album fu il primo ad includere il materiale registrato da Zappa nel suo studio casalingo, l'Utility Muffin Research Kitchen.

È molto simile ad un concept album dato che alcune delle tracce sono legate tra loro, nonostante il disco manchi di una trama complessiva.

## Tracce
1. Teen-Age Wind – 3:02
2. Harder Than Your Husband – 2:28
3. Doreen – 4:44
4. Goblin Girl – 4:07
5. Theme from the 3rd Movement of Sinister Footwear – 3:34
6. Society Pages – 2:27
7. I'm a Beautiful Guy – 1:56
8. Beauty Knows No Pain – 3:02
9. Charlie's Enormous Mouth – 3:36
10. Any Downers? – 2:08
11. Conehead – 4:24
12. You Are What You Is – 4:23
13. Mudd Club – 3:11
14. The Meek Shall Inherit Nothing – 3:10
15. Dumb All Over – 5:45
16. Heavenly Bank Account – 3:44
17. Suicide Chump – 2:49
18. Jumbo Go Away – 3:43
19. If Only She Woulda – 3:48
20. Drafted Again – 3:07

## Formazione
- Frank Zappa - chitarra solista
- Ike Willis - chitarra ritmica e voce
- Ray White - chitarra ritmica e voce
- Bob Harris - ragazzo soprano e tromba
- Steve Vai - strat abuse (tradotto letteralmente = Abuso della Strato)
- Tommy Mars - tastiere
- Arthur Barrow - basso
- Ed Mann - percussioni
- David Ocker - clarinetto e clarinetto basso
- Motorhead Sherwood - sax tenore
- Danny Walley - slide guitar
- David Logeman - batteria
- Craig "Twister" Steward - armonica a bocca

Musicisti ospiti
- Jimmy Carl Black
- Motorhead Sherwood
- Ahmet
- Moon
- Mark Pinske
- Danny Walley

## Crediti tecnici
- Frank Zappa - produzione;
- Mark Pinske & Alan Sides - ingegneri del suono;
- Bob Stone - ingegnere del suono per il remissaggio;
- George Douglas & David Gray - assistenti ingegneri del suono;
- John Livzey - foto di copertina;
- John Vince - grafica.